# Großer Preis von Südafrika 1985
Der Große Preis von Südafrika 1985 (offiziell XIV Grand Prix of South Africa) fand am 19. Oktober auf dem Kyalami Grand Prix Circuit in Midrand statt und war das 15. Rennen der Formel-1-Weltmeisterschaft 1985.

## Berichte

### Hintergrund
Der südafrikanische Grand Prix fand 1985 als vorletztes Saisonrennen statt. Die Fahrer-Weltmeisterschaft war bereits seit dem Großen Preis von Europa zwei Wochen zuvor zugunsten von Alain Prost entschieden.
Aus Protest gegen das politische System in Südafrika traten die Teams Renault und Ligier nicht an. RAM Racing verzichtete aus finanziellen Gründen auf eine Teilnahme. Da zudem auch das Zakspeed-Team nicht anwesend war, wurden lediglich 21 Fahrzeuge für das Rennwochenende gemeldet.
Niki Lauda kehrte nach mehrwöchiger Verletzungspause wieder ins Teilnehmerfeld zurück. Philippe Streiff, der aufgrund des Fernbleibens von Ligier eigentlich nicht hätte starten können, erhielt anstelle von Ivan Capelli das zweite Cockpit des Tyrrell-Teams.
Der südafrikanische Grand Prix 1985 war bis zum Großen Preis von Las Vegas 2023 das letzte Rennen, das an einem Samstag ausgetragen wurde.

### Training
Nigel Mansell, der zwei Wochen zuvor in Brands Hatch seinen ersten Grand-Prix-Sieg erreicht hatte, qualifizierte sich für die Pole-Position vor Nelson Piquet, Keke Rosberg und Ayrton Senna. Marc Surer und Elio de Angelis bildeten die dritte Startreihe.

### Rennen
Offiziell krankheitsbedingt zog Alan Jones am Vormittag vor dem Rennen seine Teilnahme zurück. Doch der wahre Hintergrund lag in einer Kontroverse um die Politik in Afrika sowie dem Menschenrechtsaktivisten Jesse Jackson, sodass nur 20 Wagen starteten.
Da kurz nach dem Start die beiden Alfa-Romeo-Piloten Eddie Cheever und Riccardo Patrese kollidierten und ausschieden, reduzierte sich die Zahl gar auf 18 Fahrzeuge. Mansell ging vor Piquet, Surer, de Angelis und Senna in Führung.
Rosberg, der aufgrund eines Schaltfehlers noch vor der ersten Kurve auf den fünften Rang zurückgefallen war, gelangte bis zur fünften Runde wieder auf den zweiten Rang hinter seinen Teamkollegen zurück. Dies wurde unter anderem dadurch begünstigt, dass die beiden Brabham-Piloten Piquet und Surer aufgrund von Motorschäden ausschieden. Hinter den beiden Williams-Fahrern an der Spitze duellierten sich die Lotus-Teamkollegen Senna und de Angelis um den dritten Rang.
In der achten Runde übernahm Rosberg kurzzeitig die Führung, geriet dann allerdings auf Öl, welches der kurz zuvor geplatzte Motor von Piercarlo Ghinzani auf der Strecke hinterlassen hatte, ins Rutschen und fiel auf den fünften Rang hinter Mansell und de Angelis sowie die beiden McLaren-Piloten Prost und Lauda zurück. Senna war in der Runde zuvor aufgrund eines Motorschadens ausgeschieden.
In Runde zehn zogen beide McLaren-Fahrer an de Angelis vorbei. Rosberg gelang dies sieben Runden später. Die meisten Piloten an der Spitze legten einen Boxenstopp zum Reifen wechseln ein. Währenddessen musste Lauda aufgrund eines Turboladerschadens aufgeben, sodass Rosberg kampflos den dritten Rang zurückerhielt. In der 71. Runde zog er schließlich an Prost vorbei und stellte somit den ersten Williams-Doppelsieg seit dem Großen Preis von Brasilien 1981 sicher. Da de Angelis in Runde 53 aufgrund eines Motorschadens aufgeben musste, ging der vierte Platz an Stefan Johansson. Dahinter folgten die beiden Arrows-Piloten Gerhard Berger und Thierry Boutsen. Nur sieben Fahrer erreichten das Ziel.

## Meldeliste
| Team                           | Nr. | Fahrer             | Chassis          | Motor                         | Reifen |
| ------------------------------ | --- | ------------------ | ---------------- | ----------------------------- | ------ |
| Marlboro McLaren International | 01  | Niki Lauda         | McLaren MP4/2B   | TAG/Porsche TTE PO1 1.5 V6t   | G      |
| Marlboro McLaren International | 02  | Alain Prost        | McLaren MP4/2B   | TAG/Porsche TTE PO1 1.5 V6t   | G      |
| Tyrrell Racing Organisation    | 03  | Martin Brundle     | Tyrrell 014      | Renault EF4B 1.5 V6t          | G      |
| Tyrrell Racing Organisation    | 04  | Philippe Streiff   | Tyrrell 014      | Renault EF4B 1.5 V6t          | G      |
| Canon Williams Honda Team      | 05  | Nigel Mansell      | Williams FW10    | Honda RA163-E 1.5 V6t         | G      |
| Canon Williams Honda Team      | 06  | Keke Rosberg       | Williams FW10    | Honda RA163-E 1.5 V6t         | G      |
| Motor Racing Developments      | 07  | Nelson Piquet      | Brabham BT54     | BMW M12/13 1.5 L4t            | P      |
| Motor Racing Developments      | 08  | Marc Surer         | Brabham BT54     | BMW M12/13 1.5 L4t            | P      |
| John Player Special Team Lotus | 11  | Elio de Angelis    | Lotus 97T        | Renault EF4 1.5 V6t           | G      |
| John Player Special Team Lotus | 12  | Ayrton Senna       | Lotus 97T        | Renault EF4 1.5 V6t           | G      |
| Barclay Arrows BMW             | 17  | Gerhard Berger     | Arrows A8        | BMW M12/13 1.5 L4t            | G      |
| Barclay Arrows BMW             | 18  | Thierry Boutsen    | Arrows A8        | BMW M12/13 1.5 L4t            | G      |
| Toleman Group Motorsport       | 19  | Teo Fabi           | Toleman TG185    | Hart 415T 1.5 L4t             | P      |
| Toleman Group Motorsport       | 20  | Piercarlo Ghinzani | Toleman TG185    | Hart 415T 1.5 L4t             | P      |
| Benetton Team Alfa Romeo       | 22  | Riccardo Patrese   | Alfa Romeo 184TB | Alfa Romeo 890T 1.5 V8t       | G      |
| Benetton Team Alfa Romeo       | 23  | Eddie Cheever      | Alfa Romeo 184TB | Alfa Romeo 890T 1.5 V8t       | G      |
| Osella Squadra Corse           | 24  | Huub Rothengatter  | Osella FA1G      | Alfa Romeo 890T 1.5 V8t       | P      |
| Scuderia Ferrari SpA SEFAC     | 27  | Michele Alboreto   | Ferrari 156/85   | Ferrari 031 1.5 V6t           | G      |
| Scuderia Ferrari SpA SEFAC     | 28  | Stefan Johansson   | Ferrari 156/85   | Ferrari 031 1.5 V6t           | G      |
| Minardi F1 Team                | 29  | Pierluigi Martini  | Minardi M185     | Motori Moderni 615-90 1.5 V6t | P      |
| Team Haas (USA) Ltd            | 33  | Alan Jones         | Lola THL1        | Hart 415T 1.5 L4t             | G      |

## Klassifikationen

### Qualifying
| Pos. | Fahrer             | Konstrukteur           | Qualifikationstraining 1 | Qualifikationstraining 1 | Qualifikationstraining 2 | Qualifikationstraining 2 | Start |
| Pos. | Fahrer             | Konstrukteur           | Zeit                     | Ø-Geschwindigkeit        | Zeit                     | Ø-Geschwindigkeit        | Start |
| ---- | ------------------ | ---------------------- | ------------------------ | ------------------------ | ------------------------ | ------------------------ | ----- |
| 01   | Nigel Mansell      | Williams-Honda         | 1:03,188                 | 233,817 km/h             | 1:02,366                 | 236,898 km/h             | 01    |
| 02   | Nelson Piquet      | Brabham-BMW            | 1:03,844                 | 231,414 km/h             | 1:02,490                 | 236,428 km/h             | 02    |
| 03   | Keke Rosberg       | Williams-Honda         | 1:03,073                 | 234,243 km/h             | 1:02,504                 | 236,375 km/h             | 03    |
| 04   | Ayrton Senna       | Lotus-Renault          | 1:04,517                 | 229,000 km/h             | 1:02,825                 | 235,168 km/h             | 04    |
| 05   | Marc Surer         | Brabham-BMW            | 1:05,411                 | 225,870 km/h             | 1:04,088                 | 230,533 km/h             | 05    |
| 06   | Elio de Angelis    | Lotus-Renault          | 1:04,611                 | 228,667 km/h             | 1:04,129                 | 230,386 km/h             | 06    |
| 07   | Teo Fabi           | Toleman-Hart           | 1:06,083                 | 223,573 km/h             | 1:04,215                 | 230,077 km/h             | 07    |
| 08   | Niki Lauda         | McLaren-TAG-Porsche    | 1:05,357                 | 226,057 km/h             | 1:04,283                 | 229,834 km/h             | 08    |
| 09   | Alain Prost        | McLaren-TAG-Porsche    | 1:05,757                 | 224,682 km/h             | 1:04,376                 | 229,502 km/h             | 09    |
| 10   | Thierry Boutsen    | Arrows-BMW             | 1:05,079                 | 227,023 km/h             | 1:04,518                 | 228,997 km/h             | 10    |
| 11   | Gerhard Berger     | Arrows-BMW             | 1:06,546                 | 222,018 km/h             | 1:04,780                 | 228,070 km/h             | 11    |
| 12   | Riccardo Patrese   | Alfa Romeo             | 1:06,386                 | 222,553 km/h             | 1:04,948                 | 227,480 km/h             | 12    |
| 13   | Piercarlo Ghinzani | Toleman-Hart           | 1:07,800                 | 217,912 km/h             | 1:05,114                 | 226,901 km/h             | 13    |
| 14   | Eddie Cheever      | Alfa Romeo             | 1:07,159                 | 219,991 km/h             | 1:05,260                 | 226,393 km/h             | 14    |
| 15   | Michele Alboreto   | Ferrari                | 1:05,268                 | 226,365 km/h             | 1:05,757                 | 224,682 km/h             | 15    |
| 16   | Stefan Johansson   | Ferrari                | 1:05,406                 | 225,888 km/h             | 1:05,388                 | 225,950 km/h             | 16    |
| 17   | Martin Brundle     | Tyrrell-Renault        | 1:06,709                 | 221,475 km/h             | 1:05,649                 | 225,051 km/h             | 17    |
| 18   | Alan Jones         | Lola-Hart              | 1:07,144                 | 220,041 km/h             | 1:05,731                 | 224,771 km/h             | DNS   |
| 19   | Philippe Streiff   | Tyrrell-Renault        | 1:07,935                 | 217,478 km/h             | 1:06,205                 | 223,161 km/h             | 18    |
| 20   | Pierluigi Martini  | Minardi-Motori Moderni | 1:10,025                 | 210,988 km/h             | 1:08,658                 | 215,188 km/h             | 19    |
| 21   | Huub Rothengatter  | Osella-Alfa Romeo      | 1:09,904                 | 211,353 km/h             | 1:09,873                 | 211,446 km/h             | 20    |

### Rennen
| Pos. | Fahrer             | Konstrukteur           | Runden | Stopps | Zeit        | Start | Schnellste Runde |
| ---- | ------------------ | ---------------------- | ------ | ------ | ----------- | ----- | ---------------- |
| 01   | Nigel Mansell      | Williams-Honda         | 75     | 1      | 1:28:22,866 | 01    | 1:08,518 (74.)   |
| 02   | Keke Rosberg       | Williams-Honda         | 75     | 2      | + 7,572     | 03    | 1:08,149 (74.)   |
| 03   | Alain Prost        | McLaren-TAG-Porsche    | 75     | 1      | + 1:51,794  | 09    | 1:08,713 (56.)   |
| 04   | Stefan Johansson   | Ferrari                | 74     | 1      | + 1 Runde   | 16    | 1:10,413 (41.)   |
| 05   | Gerhard Berger     | Arrows-BMW             | 74     | 1      | + 1 Runde   | 11    | 1:10,258 (33.)   |
| 06   | Thierry Boutsen    | Arrows-BMW             | 74     | 2      | + 1 Runde   | 10    | 1:09,230 (63.)   |
| 07   | Martin Brundle     | Tyrrell-Renault        | 73     | 2      | + 2 Runden  | 17    | 1:10,339 (45.)   |
| –    | Elio de Angelis    | Lotus-Renault          | 52     | 1      | DNF         | 06    | 1:09,960 (34.)   |
| –    | Pierluigi Martini  | Minardi-Motori Moderni | 45     | 0      | DNF         | 19    | 1:14,428 (05.)   |
| –    | Niki Lauda         | McLaren-TAG-Porsche    | 37     | 1      | DNF         | 08    | 1:09,500 (35.)   |
| –    | Philippe Streiff   | Tyrrell-Renault        | 16     | 0      | DNF         | 18    | 1:11,404 (05.)   |
| –    | Ayrton Senna       | Lotus-Renault          | 8      | 0      | DNF         | 04    | 1:10,077 (07.)   |
| –    | Michele Alboreto   | Ferrari                | 8      | 0      | DNF         | 15    | 1:10,850 (05.)   |
| –    | Nelson Piquet      | Brabham-BMW            | 6      | 1      | DNF         | 02    | 1:10,476 (03.)   |
| –    | Piercarlo Ghinzani | Toleman-Hart           | 4      | 2      | DNF         | 13    | 1:29,450 (03.)   |
| –    | Teo Fabi           | Toleman-Hart           | 3      | 0      | DNF         | 07    | 1:12,035 (03.)   |
| –    | Marc Surer         | Brabham-BMW            | 3      | 0      | DNF         | 05    | 1:12,100 (02.)   |
| –    | Huub Rothengatter  | Osella-Alfa Romeo      | 1      | 0      | DNF         | 20    | 1:29,792 (01.)   |
| –    | Riccardo Patrese   | Alfa Romeo             | 0      | 0      | DNF         | 12    | –                |
| –    | Eddie Cheever      | Alfa Romeo             | 0      | 0      | DNF         | 14    | –                |

## WM-Stände nach dem Rennen
Die ersten sechs des Rennens bekamen 9, 6, 4, 3, 2 bzw. 1 Punkt(e). Streichresultate sind in Klammern gesetzt. In der Fahrerwertung wurden die besten elf Resultate, in der Konstrukteurswertung alle Resultate gewertet.

### Fahrerwertung
| Pos. | Fahrer            | Konstrukteur           | Punkte  |
| ---- | ----------------- | ---------------------- | ------- |
| 01   | Alain Prost       | McLaren-TAG-Porsche    | 73 (76) |
| 02   | Michele Alboreto  | Ferrari                | 53      |
| 03   | Ayrton Senna      | Lotus-Renault          | 38      |
| 04   | Elio de Angelis   | Lotus-Renault          | 33      |
| 05   | Keke Rosberg      | Williams-Honda         | 31      |
| 06   | Nigel Mansell     | Williams-Honda         | 31      |
| 07   | Stefan Johansson  | Ferrari / Tyrrell-Ford | 24      |
| 08   | Nelson Piquet     | Brabham-BMW            | 21      |
| 09   | Niki Lauda        | McLaren-TAG-Porsche    | 14      |
| 10   | Patrick Tambay    | Renault                | 11      |
| 11   | Thierry Boutsen   | Arrows-BMW             | 11      |
| 12   | Jacques Laffite   | Ligier-Renault         | 10      |
| 13   | Marc Surer        | Brabham-BMW            | 5       |
| 14   | Derek Warwick     | Renault                | 5       |
| 15   | Stefan Bellof †   | Tyrrell-Ford           | 4       |
| 16   | René Arnoux       | Ferrari                | 3       |
| 17   | Andrea de Cesaris | Ligier-Renault         | 3       |
| 18   | Gerhard Berger    | Arrows-BMW             | 2       |

| Pos. | Fahrer               | Konstrukteur                     | Punkte |
| ---- | -------------------- | -------------------------------- | ------ |
| 19   | Martin Brundle       | Tyrrell-Ford                     | 0      |
| 20   | John Watson          | McLaren-TAG-Porsche              | 0      |
| 21   | Philippe Streiff     | Ligier-Renault / Tyrrell-Renault | 0      |
| 22   | Eddie Cheever        | Alfa Romeo                       | 0      |
| 23   | Riccardo Patrese     | Alfa Romeo                       | 0      |
| 24   | Piercarlo Ghinzani   | Osella-Alfa Romeo / Toleman-Hart | 0      |
| 25   | Philippe Alliot      | RAM-Hart                         | 0      |
| 26   | Huub Rothengatter    | Osella-Alfa Romeo                | 0      |
| 27   | Pierluigi Martini    | Minardi-Ford                     | 0      |
| 28   | Jonathan Palmer      | Zakspeed                         | 0      |
| 29   | Manfred Winkelhock † | RAM-Hart                         | 0      |
| 30   | Teo Fabi             | Toleman-Hart                     | 0      |
| –    | François Hesnault    | Brabham-BMW / Renault            | 0      |
| –    | Mauro Baldi          | Spirit-Hart                      | 0      |
| –    | Kenny Acheson        | RAM-Hart                         | 0      |
| –    | Alan Jones           | Lola-Hart                        | 0      |
| –    | Christian Danner     | Zakspeed                         | 0      |
| –    | Ivan Capelli         | Tyrrell-Renault                  | 0      |

### Konstrukteurswertung
| Pos. | Konstrukteur        | Punkte |
| ---- | ------------------- | ------ |
| 01   | McLaren-TAG-Porsche | 90     |
| 02   | Ferrari             | 80     |
| 03   | Lotus-Renault       | 71     |
| 04   | Williams-Honda      | 62     |
| 05   | Brabham-BMW         | 26     |
| 06   | Renault             | 16     |
| 07   | Arrows-BMW          | 13     |
| 08   | Ligier-Renault      | 13     |
| 09   | Tyrrell-Ford        | 4      |

| Pos. | Konstrukteur      | Punkte |
| ---- | ----------------- | ------ |
| 10   | Alfa Romeo        | 0      |
| 11   | Osella-Alfa Romeo | 0      |
| 12   | RAM-Hart          | 0      |
| 13   | Zakspeed          | 0      |
| 14   | Minardi-Ford      | 0      |
| 15   | Toleman-Hart      | 0      |
| –    | Spirit-Hart       | 0      |
| –    | Lola-Hart         | 0      |